# Марцелій Лапчинський
Марцелій Лапчинський (у світі Маркіян Лапчинський; 6 листопада 1815, Ваньовичі — 27 листопада 1873, Львів) — український педагог, архівіст, чернець-бернардинець, римо-католицький релігійний діяч. Архіваріус Бернардинського монастиря та адміністратор латинської парафії святого Андрея у Львові.

## Життєпис
Батько — отець Іван Лапчинський, греко-католицький (унійний) священник, парох рідного села. Мати — дружина батька Розалія з Котовичів.
Закінчив школу в Самборі, після чого розпочав у 1834 році філософські студії ві Львові, пізніше перевівся на богословські. Під час навчання навів контакти з представниками «Стоваришеня Люду Польскєґо» з Львівської греко-католицької семінарії, брав участь у кольпортажі забороненої літератури. У липні 1840 року закінчив навчання, але через «політичну неблагонадійність» його не допустили до свячень.
До січня 1841 перебував у батьків, після викриття конспіративних списків 20 січня 1841 — арештований. Незважаючи на покази, якими обтяжував товаришів, отримав вирок смерти 1 січня 1845, який цісар скасував, і 20 січня вийшов на волю. Після цього почав працювати домашнім вчителем у родині Кратохвілів у Василеві (повіт Рава-Руська, нині Василів).
2 грудня 1847 виїхав до Москви (мета невідома), повернувся до Василева 1 червня 1848. Після дозволу митрополичого консистора, незважаючи на перебування під поліційним наглядом, склав іспит, який дозволяв викладати у головних школах. Від червня 1850 до липня 1851 працював у Ходачкові (Великому, повіт Тернопіль) у маєтку Казімежа Шеліського.
5 грудня 1851 став ченцем Бернардинського монастиря у Львові, у 1853 році отримав свячення.
Від 1855 року — архіваріус Бернардинського монастиря Львова, від 1860 — вікарій, потім адміністратор латинської парафії святого Андрея у Львові. 1864 року обраний кустошем монастиря, 20 липня того року став дефінітором Галицької провінції бернардинців.
Помер 27 листопада 1873 у Львові.